# Ann Cargill

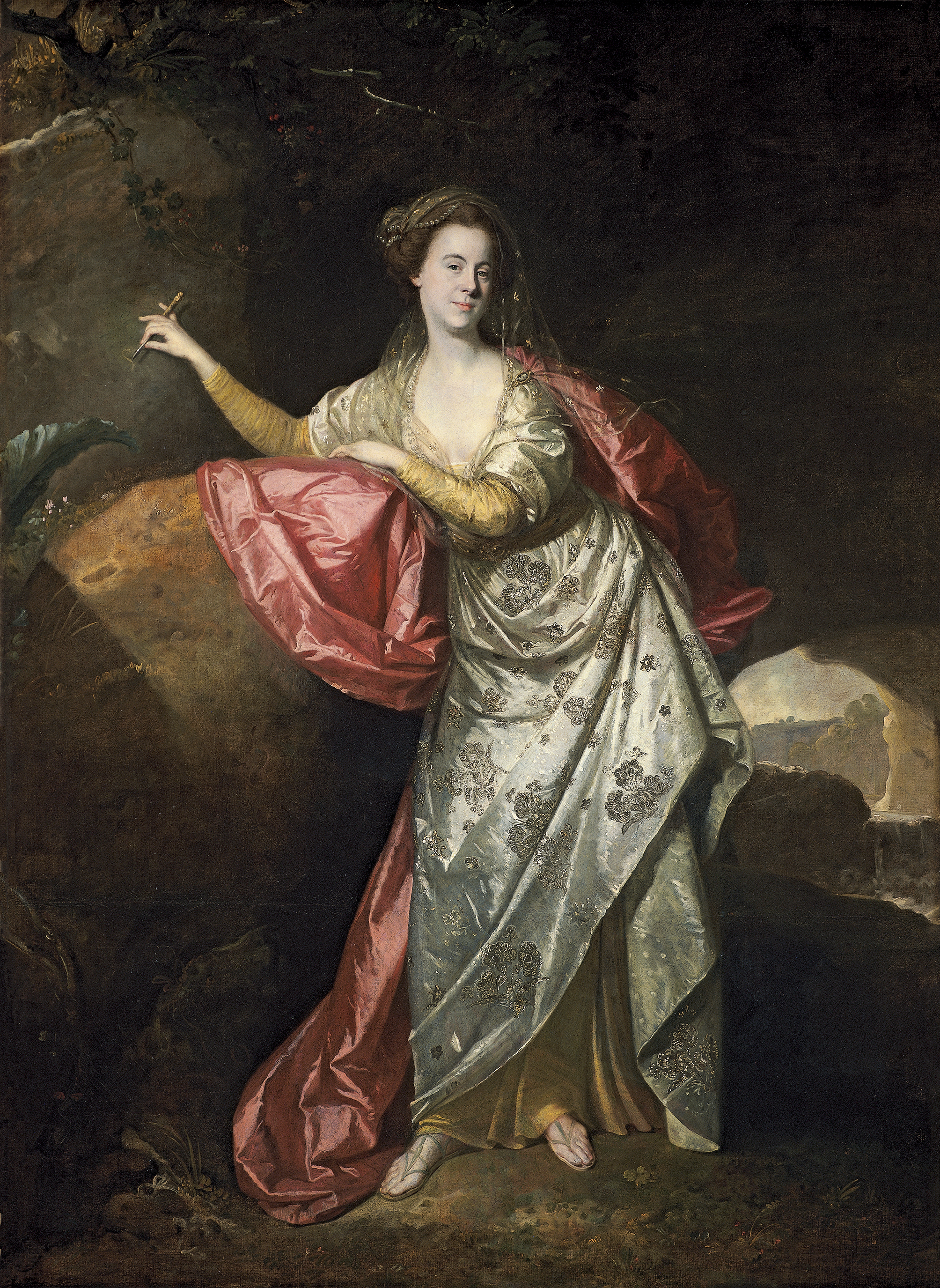
Ann Cargill

Ann Cargill, ursprungligen Brown, född 1760, död 4 mars 1784, var en engelsk operasångare som under sin korta karriär väckte stort uppseende genom både sin talang som sångare och sitt privatliv. 
Hennes far var kolhandlare. Hon debuterade som barnstjärna på Covent Garden Theatre i sångrollen som Titania i George Colmans The Fairy Prince år 1771. Hon gjorde succé med sitt utseende och sin röst och fick en anställning vid teatern. År 1775 rymde hon med pjäskrivaren Miles Peter Andrews, vilket fick fadern att begära ett domstolsbeslut om rätten att låsa in henne i hemmet. Han försökte gripa henne då hon 1776 skulle inträda på scenen i huvudrollen som Polly i The Beggar's Opera, men publiken höll tillbaka de män han anlitat och krävde att hon skulle få uppträda. 
1780 rymde hon till Edinburgh med en skådespelare vid namn Cargill, efter vilken hon tog sitt namn. Under de följande åren var hon en av Englands mest firade stjärnor, särskilt populär i byxrollen Macheath i The Beggar's Opera och uppträdde på Haymarket Theatre under somrarna på Drury Lane Theatre under vintrarna. 1783 reste hon till Indien, då hennes dåvarande älskare var anställd inom Ostindiska kompaniet, och gjorde där en stormande succé i Calcutta. På hemvägen till England sjönk skeppet utanför Scillyöarna och hennes lik påträffades i negligé hållande ett spädbarn i sina armar, vilket porträtterades som en tragisk illustration i pressen.   